# Barbara Zeizinger
Barbara Zeizinger (* 8. März 1949 in Weinheim) ist eine deutsche Lyrikerin und Reiseschriftstellerin.

## Leben und Werk
Barbara Zeizinger studierte Germanistik, Geschichte und Italienisch und unterrichtete diese Fächer auch. Sie ist Mitglied in der Europäischen Autorenvereinigung Die Kogge im Verband deutscher Schriftsteller und in der Hessischen Literaturgesellschaft.
Barbara Zeizinger ist als Redaktionsmitglied der deutsch-polnischen Kulturzeitschrift Zarys tätig und veranstaltet mit der Literaturgruppe Poseidon themenbezogene Lesungen und Projekte, die auch eine Zusammenarbeit zwischen Literaten und bildenden Künstlern des BBK beinhalten. Als Lyrikerin arbeitet sie mit dem Maler Eberhard Malwitz zusammen. Ziel der interdisziplinären Zusammenarbeit ist eine gemeinsame Ausstellung mit Lesungen. Weiterhin schrieb Barbara Zeizinger in Zusammenarbeit mit dem Darmstädter Komponisten Cord Meijering mehrere Libretti für Kinderopern, die in der Darmstädter Musikakademie aufgeführt wurden. Barbara Zeizinger ist auch journalistisch tätig und schreibt Rezensionen über Lyrikbände.
2005–2007 besuchte Barbara Zeizinger die Darmstädter Textwerkstatt von Kurt Drawert. Seither besucht sie die Textwerkstatt II unter der Leitung von Martina Weber.
Barbara Zeizinger lebt und arbeitet in Darmstadt.

## Publikationen

### Einzeltitel
- Als ich im Meer spazieren ging, Wiesenburg Verlag, Weinheim 2004, ISBN 3-937101-23-3
- Zeichen in die Nacht, Wiesenburg Verlag, Weinheim 2005, ISBN 3-932497-77-5
- Kuba – Am leichten Ufer des Wassers, Wiesenburg Verlag, Weinheim 2007, ISBN 978-3-939518-46-4
- Weitwinkel nah, Pop Verlag, Ludwigsburg 2013, ISBN 978-3-86356-057-7[5]
- Am weißen Kanal, Pop Verlag, Ludwigsburg 2014, ISBN 978-3-86356-057-7
- Wenn ich geblieben wäre,  Pop Verlag, Ludwigsburg 2017. ISBN 978-3-86356-179-6
- Er nannte mich Klárinka – Roman,  Pop Verlag, Ludwigsburg 2018. ISBN 978-3-86356-242-7